# Arkadi Tchernychiov
Pour les articles homonymes, voir Tchernychiov.
Temple de la renommée de l'IIHF : 1999
Temple de la renommée russe : 2004
Arkadi Ivanovitch Tchernychiov (en russe : Аркадий Иванович Чернышёв), né le 16 mars 1914 à Nijni Novgorod dans l'Empire russe et mort le 17 avril 1992 à Moscou (Russie) est un entraîneur de hockey sur glace soviétique. Il est également un sportif assez complet.

## Carrière
Avant de se tourner vers le hockey, il joue au football et au bandy. Il gagne la coupe d'URSS de bandy en 1937, 1938, 1940 et 1941 ainsi que le championnat de football avec le FK Dynamo Moscou en 1937 et 1940.
Entre 1946 et 1948, il occupe le poste d'entraîneur-joueur pour l'équipe de hockey du HK Dinamo Moscou et remporte le premier championnat soviétique en 1947. Ne jouant que peu, une dizaine de matchs en trois saisons, il occupe par la suite le poste d'entraîneur à temps complet de l'équipe jusqu'en 1975.
En 1954, quand l'Union soviétique décide de faire participer une équipe aux compétitions internationales, il est appelé pour en être l'entraîneur et a comme adjoint Vladimir Yegorov. Il occupe le poste en pointillé entre 1954 et 1972 et remporte à onze reprises le championnat du monde. Il gagne également quatre médailles d'or des Jeux olympiques d'hiver.
Entre 1971 et 1977, il est également l'entraîneur du Dinamo Riga.

### Palmarès
Championnat du monde
- Médaille d'or : 1954, 1956, 1963, 1964 1965, 1966, 1967, 1968 1969, 1970 et 1971

- Médailles d'argent : 1955, 1957, 1958 et 1959

- Médaille de bronze : 1961

Jeux olympiques d'hiver
- Médaille d'or : 1956, 1964, 1968 et 1972

- Médaille de bronze : 1960

### Honneurs personnels
Il est admis au temple de la renommée soviétique en 1948 en tant que sportif complet puis en tant qu'entraîneur en 1957. Il est également admis à titre posthume au temple de la renommée de la Fédération internationale de hockey sur glace en 1999.